# Oswald Sack
Oswald Ludwig Theodor Sack (* 24. Oktober 1809 in Glogau, Provinz Schlesien; † nach 1885) war ein deutscher Jurist und Verwaltungsbeamter. Er war Landrat des Landkreises Neustadt O.S. (1842–1843) und des Landkreis Rosenberg O.S. (1844–1848)

## Leben
Als Sohn eines Kreissteuereinnehmers geboren, studierte Sack nach dem Besuch des Gymnasiums und Jesuitenkollegs in Glogau Rechtswissenschaften in Halle, Heidelberg und Berlin. Während seines Studiums wurde er 1828 Renonce der Alten Halleschen Burschenschaft Germania und im Burschenschaftlichen Kränzchen Halle, sowie Mitglied der Burschenschaft Arminia und 1829 im Corps Saxo-Borussia Heidelberg. Wegen seiner Beteiligung an der Burschenschaft wurde er später verhaftet und verhört, jedoch nicht verurteilt. Nach seinem Studium wurde er 1839 Regierungsassessor bei der Regierung Oppeln, 1842 Landrat des Landkreises Neustadt (Oberschlesien) und 1843 Landrat des Landkreises Rosenberg (Oberschlesien). 1850 wurde er Regierungsrat bei der Regierung Oppeln und 1854 bei der Regierung Liegnitz. 1861 wurde er Oberregierungsrat und Dirigent bei der Regierung Oppeln, 1863 bei der Regierung Breslau. Er übernahm den Vorsitz des Bezirksrats. 1886 ging er in den Ruhestand.

## Ehrungen
- Roter Adlerorden, 3. und 4. Klasse